# 晕斑圆腹蛛
晕斑圆腹蛛（学名：Dipoena castrata）为球蛛科圆腹蛛属的动物，俗名倾斜圆腹蛛。分布于日本、韩国以及中国大陆的吉林等地。该物种的模式产地在日本。